# Robert Mond

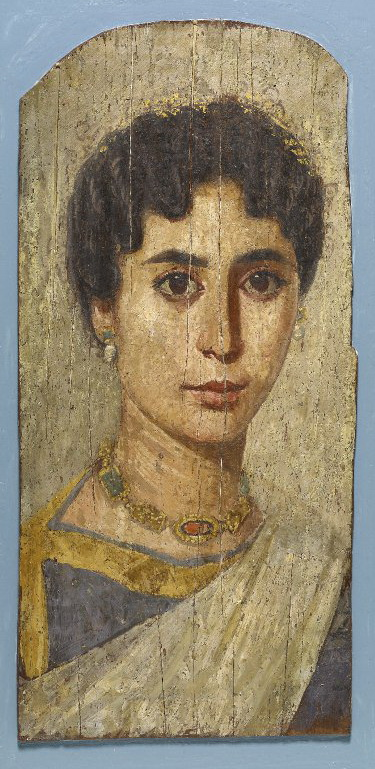
The mysterious Fayum portraits: faces from ancient Egypt (legs de Robert Mond au British Museum de Londres.)

Sir Robert Ludwig Mond, né le 9 septembre 1867 à Farnworth (Lancashire) et mort le 22 octobre 1938 à Paris (Seine - Île-de-France), est un chimiste britannique, fils de Ludwig Mond, lui-même chimiste et cofondateur de la Brunner-Mond Company, et collectionneur d’œuvres d’art.

## Biographie
Il suit des études secondaires au Cheltenham college, puis universitaires à St. Peter's College, Cambridge, l'École polytechnique fédérale de Zurich (où il est l'assistant de Lord Kelvin)  et les universités d’Édimbourg et de Glasgow.
En 1897, il prend la direction de l’entreprise paternelle au Pays de Galles, qui emploie alors des milliers de personnes ; puis, après avoir découvert un nouveau procédé d’électrolyse du chlorure de zinc, il fonde la « Nickel Mond Company » à Sudbury (Ontario) au Canada ; il devient le « roi du nickel ». Il invente aussi une méthode de production de soude, puis le nickel carbonyle.
Pendant la Première Guerre mondiale, Lord Moulton le nomme « Chef du Département des Explosifs de haute puissance » au ministère de la guerre ; ses usines deviennent le plus gros fournisseurs de TNT (plus gaz et masques) des Alliés. Sa puissance financière, déjà importante, devient encore plus imposante.
Dans les années 1930, il se montre un patron social, instaurant la journée de huit heures et les congés payés.
Le 6 décembre 1922, il épouse à Londres Marie-Louise Le Manac'h, qu’il fréquente depuis 1910. À partir de ce jour et jusqu’à son décès, il va régulièrement séjourner en Bretagne, d’où sa nouvelle épouse est originaire, notamment à Belle-Isle-en-Terre et à Dinard.
Robert Mond a aussi œuvré comme archéologue pendant trente ans, en Égypte, en Palestine et en Bretagne. En 1927, il séjourne en Égypte, à Louxor et dirige les travaux de recherche sur la nécropole de Gournah.
En 1929 il est appelé par le baron Surcouf pour fouiller l’allée couverte de Tressé (Ille-et-Vilaine, Bretagne, France), connue sous le nom de Maison des Fées, qu'il fouille en 1931.
Il est l'un des donateurs importants à la création du Musée de la Préhistoire finistérienne de Penmarc'h.
Le 3 juin 1932, il est créé Knight bachelor par le roi George V. L’année suivante, à l’occasion d’un voyage au Canada, il est fait docteur honoris causa de l’université de Toronto. En 1936, il est membre du conseil d’administration de la Maison de la Chimie de Paris (et fondateur de la Société des Amis de la Maison de la Chimie) et fait commandeur de la Légion d'honneur. Le 4 décembre, Sir Robert est élu associé étranger à l’Académie des inscriptions et belles-lettres.
Membre de la Royal Society le 17 mars 1938, il décède le 22 octobre de la même année à son domicile parisien.
Plus d’une quarantaine de toiles de maîtres ont été données à la National Gallery de Londres par la famille Mond.

## Sources bibliographiques
- Pierre Delestre, Lady Mond - Maï la Bretonne, Coop Breizh, Spézet, 2004,  (ISBN 2-84346-222-3).
- V.C.C. Collum, L’Allée couverte de Tressé, introduction de Robert L. Mond, Librairie Ernest Leroux, Paris 1938.